# Supercopa do Brasil de Futebol Sub-20 de 2019
A Supercopa do Brasil de Futebol Sub-20 de 2019 foi a terceira edição desta competição organizada pela Confederação Brasileira de Futebol. O torneio consiste nos embates entre o campeão do Campeonato Brasileiro Sub-20 de 2019, Flamengo e o campeão da Copa do Brasil Sub-20 de 2019, Palmeiras. Ambas equipes estão em busca de seu primeiro título desta competição.
Com o placar agregado de 3 x 1, o Flamengo sagrou-se campeão pela primeira vez, garantindo, assim, a vaga na Copa Libertadores da América Sub-20 de 2020, caso o torneio venha a ser realizado.

## Participantes
| Clube     | Estado         | Classificação                                   | Participação |
| --------- | -------------- | ----------------------------------------------- | ------------ |
| Flamengo  | Rio de Janeiro | Campeão do Campeonato Brasileiro Sub-20 de 2019 | 1ª           |
| Palmeiras | São Paulo      | Campeão da Copa do Brasil Sub-20 de 2019        | 2ª           |

## Ficha Técnica das Partidas

### Jogo de ida
| 18 de dezembro | Flamengo                                 | 3 x 0     | Palmeiras | Estádio Elcyr Resende de Mendonça, Saquarema-RJ |
| 20:00h         | Wendel 18' · Yuri César 80' · Wendel 83' | Relatório |           | Árbitro: Alexandre Vargas Tavares de Jesus      |

| Flamengo | Palmeiras |

| Árbitros assistentes: RJ Daniel do Espirito Santo Parro RJ Diogo Carvalho Silva Quarto árbitro: RJ Rafael Martins de Sá Quinto árbitro RJ Wallace Muller Barros Santos |

### Jogo de volta
| 22 de dezembro | Palmeiras         | 1 x 0     | Flamengo | Arena Fonte Luminosa, em Araraquara-SP  |
| 14:00h         | Gabriel Silva 30' | Relatório |          | Árbitro: Vinicius Gonçalves Dias Araujo |

| Palmeiras | Flamengo |

| Árbitros assistentes: SP Daniel Luis Marques SP Daniel Paulo Ziolli Quarto árbitro: SP Thiago Luis Scarascati Quinto árbitro SP Gustavo Rodrigues de Oliveira |

## Premiação
| Supercopa do Brasil Sub-20 de 2019 |
| ---------------------------------- |
| Flamengo Campeão (1.º título)      |